# Wilhelm Jacoby-Raffauf
Friedrich Wilhelm Jacoby-Raffauf (* 14. Januar 1866 in Kreuzweiler; † nach 1932) war ein deutscher Landwirt, Gutsbesitzer und Politiker (Zentrum).

## Leben
Wilhelm Jacoby-Raffauf verließ die Schule als Oberprimaner. Er absolvierte landwirtschaftliche Kurse in großen Betrieben und Weingütern, ging anschließend einer praktischen Tätigkeit in der Landwirtschaft nach und übernahm später die Leitung eines Gutes in Wolken.
In Wolken war Jacoby-Raffauf Vorsitzender der Kirchenbauvereins und Vorsteher des Darlehenskassenvereins. Er trat in die Zentrumspartei ein, engagierte sich in der Kommunalpolitik und wurde Vorsitzender des Wolkener Gemeinderates sowie Kreisdeputierter beim Landkreis Koblenz. Von 1919 bis 1921 war er Mitglied der Verfassunggebenden Preußischen Landesversammlung. Im Februar 1921 wurde er als Abgeordneter in den Preußischen Landtag gewählt, dem er ohne Unterbrechung bis 1932 angehörte. Im Parlament vertrat er den Wahlkreis 21 (Koblenz-Trier). Darüber hinaus war er 1920 Mitglied des Provinziallandtages der Rheinprovinz.